# Lara Nabhan
Lara Nabhan   (Zahlé, 17 de juliol de 1989) és una periodista libanesa, que treballa per al canal Al Arabiya, considerada una de les periodistes àrabs més belles.
Nascut a Zahlé, Líban, el 17 de juliol de 1989, en una família musulmana pertanyent a la secta xiïta del Líban. Va estudiar a la Universitat Antonine.
Des del 2012 treballa al canal Al Arabiya, des de Dubai, als Emirats Àrabs Units, on també viu.